# Ján Valašťan Dolinský
Ján Valašťan Dolinský (ur. 15 lutego 1892 w Békéscsabie, zm. 2 marca 1965 w Nitrze) – słowacki kompozytor, nauczyciel, dziennikarz, esperantysta i zbieracz ludowych pieśni.

## Kompozycje
- Čabianske ľudové piesne pre mužský zbor (1923)
- Z našich hôr a dolín (1941)